# Hrádok (877 m)
Hrádok (877 m) – szczyt w Niżnych Tatrach na Słowacji. Wznosi się u północnego ich podnóża, w lewych zboczach Jánskiej doliny (Jánska dolina) pomiędzy miejscowościami Závažná Poruba i Liptowski Jan (Liptovský Ján). Stanowi zakończenie północnego grzbietu Rakytovicy (916 m). Jego północne stoki opadają do Kotliny Liptowskiej, w kierunku zachodnim tworzy krótki grzbiet, od południa i zachodu opływany przez potok Lažtek. 
Hrádok zbudowany jest ze skał wapiennych i porośnięty jest lasem,. Bezleśne, pokryte polami są tylko dolne części jego stoków. Na dolnej, bezleśnej północnej części tych stoków znajdują się wapienne skały.
Słowackie słowo  hrádok oznacza po polsku gródek (zdrobnienie słowa gród). Na szczycie wzgórza istniało grodzisko kultury puchowskiej z czasów rzymskich.